# Associazione Calcio Monfalcone 1968-1969
Questa voce raccoglie le informazioni riguardanti l'Associazione Calcio Monfalcone nelle competizioni ufficiali della stagione 1968-1969.

## Rosa
| N. |                   | Ruolo | Calciatore         |
| -- | ----------------- | ----- | ------------------ |
|    | Italia (bandiera) | D     | Alcide Baccari     |
|    | Italia (bandiera) | A     | Bruno Barile       |
|    | Italia (bandiera) | C     | Calonaci           |
|    | Italia (bandiera) | D     | Bruno Ceschia      |
|    | Italia (bandiera) | A     | Paolo Ciclitira    |
|    | Italia (bandiera) |       | Ciubej             |
|    | Italia (bandiera) | C     | Walter Cossar      |
|    | Italia (bandiera) | D     | Diego Deiuri       |
|    | Italia (bandiera) | P     | Giuseppe Di Davide |
|    | Italia (bandiera) | C     | Alberto Giordani   |
|    | Italia (bandiera) | P     | Lorenzo Machietto  |

| N. |                   | Ruolo | Calciatore         |
| -- | ----------------- | ----- | ------------------ |
|    | Italia (bandiera) | A     | Alberto Medeot     |
|    | Italia (bandiera) | A     | Omero Mian         |
|    | Italia (bandiera) | A     | Ugo Morello        |
|    | Italia (bandiera) | P     | Sergio Nicoli      |
|    | Italia (bandiera) | A     | Alvis Rigonat      |
|    | Italia (bandiera) | A     | Enrico Sortino     |
|    | Italia (bandiera) | C     | Franco Tomasin     |
|    | Italia (bandiera) | D     | Sergio Trevisan    |
|    | Italia (bandiera) | D     | Renato Valenti     |
|    | Italia (bandiera) | C     | Giorgio Valvassori |
|    | Italia (bandiera) | A     | Miro Zulich        |